# Uta Regoli
Uta Regoli (* 1939 in Emmerich am Rhein) ist eine deutsche Autorin und Dichterin. 

## Leben
Die im Nordwesten des Bundeslandes Nordrhein-Westfalen geborene Dichterin verbrachte ihre Kindheit in Deutschland, Polen und den Niederlanden. Zwischenzeitlich arbeitete sie als medizinisch-technische Assistentin und war unter anderem in München, Leiden und Lausanne tätig. 1968 wanderte sie zusammen mit ihrem Ehemann (Pharmakologe aus Siena) nach Quebec in Kanada aus. Seit 2005 wohnt sie auch in Italien.

## Schriften
- Briefe aus Birkenbast, 1994
- Letters on Birchbark, 88 Seiten, veröffentlicht 2000
- Giallo verde amaro forte, 80 Seiten, 2002
- Fünf Arme halten ein Dach, 93 Seiten, veröffentlicht 2005
- Federfrau, vogelfrei: Gedichte, 64 Seiten, veröffentlicht 2008
- Scherenschnitt-Collagen und Gedichte: Eine Art zu sein, 2013
- Gedichte: Der grüne Innenhof, 97 Seiten, 2014
  - Mit einem Gedicht über die Alpen
- Im Licht der Maremma / Nelle luce di Maremma, 89 Seiten, veröffentlicht 2016

## Auszeichnungen
2013 erhielte Regoli den "Jurypreis" des Wettbewerbs Lyrikstier (bis 2015 Hochstadter Stier).